# Oakland Athletics
Oakland Athletics (også kendt som Oakland A's eller bare A's), er et baseballhold med base i Oakland. De har vundet World Series 9 gange og overgås dermed kun af New York Yankees (26 sejre) og St. Louis Cardinals (10 sejre) i antal sejre.
Athletics blev grundlagt i 1901 i Philadelphia under navnet Philadelphia A's. Mens A's var i Philadelphia vandt de 5 World Series; i 1910, 1911, 1913, 1929, og 1930. Alle disse mesterskaber blev vundet under træneren Connie Mack.
I 1955 flyttede holdet til Kansas City, men efter en række sæsoner med sløje resultater flyttede A's til Oakland i 1968. Her har de indtil videre vundet 4 World Series; i 1972, 1973, 1974 og senest i 1989. I 1989 slog de deres evige ærkerivaler San Francisco Giants med 4-0 i kampe.
I 2006 var Oakland Athletics lige ved at nå til World Series, men tabte i American League Championship Series til Detroit Tigers.
Oakland Athletics har ry for at finde undervurderede spillere og gøre dem til stjerner. Når de så er blevet kendte, har A's for det meste ikke råd til at beholde spillerne, da de er en af de fattigere klubber i ligaen. Deres stjernespillere kommer derfor tit til rige klubber som New York Yankees og Boston Red Sox.
A's spiller tiden på et gammelt stadion, O.Co Coliseum, som de deler med NFL-holdet Oakland Raiders. Planer om et nyt stadion har lidt skibbrud, så A. flytter indenfor få år ud af Oakland og Californien for at slå sig ned i Las Vegas-området i Nevada, en flytning som de øvrige MLB-hold enstemmigt har accepteret i november 2023.